# Сингалила (национальный парк)
Сингалила (англ. Singalila National Park, бенг. সিঙ্গালিলা জাতীয় উদ্দ্যান) — один из национальных парков Индии. Расположен на севере штата Западная Бенгалия, в округе Дарджилинг, на границе с Непалом и штатом Сикким.
Географически является частью Восточных Гимилаев, на территории парка находится 2 наивысшие точки Западной Бенгалии — горы Сандакфу (3630 м) и Фалут (3600 м). Через Сингалила протекают реки Раммам и Сирикхола. Площадь составляет 78,6 км². Через парк проходит пешеходный маршрут Сандакфу, являющийся популярным местом треккинга. Территория Сингалила была объявлена заповедником в 1986 году; в 1992 году получила статус национального парка.

## Флора и фауна
Флора представлена главным образом лесами бамбука, дуба, рододендронов и магнолий на высоте от 2000 до 3600 м. Из млекопитающих в парке встречаются: малая панда, бенгальская кошка, мунтжак, харза, дикий кабан, панголин, белогрудый медведь, леопард, серау, такин. Тигры иногда забредают в парк, однако за неимением достаточной кормовой базы не могут жить в этих лесах. В парке обитает находящийся под угрозой вымирания гималайский тритон.